# シダーデジャルディン競馬場
シダーデジャルディン競馬場（しだーでじゃるでぃんけいばじょう, Hipódromo de Cidade Jardim）は、ブラジルサンパウロ州サンパウロにある競馬場。

## 概要
左回りで芝コースは1周2119m、ダートコースは外回りが1周1993m、内回りが1周約1800m。　
他に芝1000mの直線コースがある。

## 主な競走
- サンパウロジョッキークラブ大賞
- ダービーパウリスタ大賞
- サンパウロ大賞
- イピランガ大賞
- サンパウロABCPCC大賞
- ファーウェル大賞